# Ulepszony reaktor chłodzony gazem

Schemat budowy reaktora AGR

Ulepszony reaktor chłodzony gazem (ang. Advanced Gascooled Reactor, AGR) – rodzaj reaktora jądrowego z moderatorem grafitowym, chłodzonego gazem.